# Normaal (animation)
 (avril 2025).
Motif : Article de 2010 ; mais où sont les sources secondaires démontrant une notoriété encyclopédique ?
- Archive Wikiwix
- Bing
- Cairn
- DuckDuckGo
- E. Universalis
- Gallica
- Google
- G. Books
- G. News
- G. Scholar
- Persée
- Qwant
- (zh) Baidu
- (ru) Yandex
- (wd) trouver des œuvres sur Wikidata

| 1. | Préciser le motif de la pose du bandeau. | Précisez le motif de la pose du bandeau en utilisant la syntaxe suivante : {{admissibilité à vérifier\|date=juillet 2025\|motif=remplacez ce texte par le motif}}                        |
| 2. | Informer les utilisateurs concernés.     | Pensez à avertir le créateur de l'article, par exemple, en insérant le code ci-dessous sur sa page de discussion : {{subst:avertissement admissibilité à vérifier\|Normaal (animation)}} |

Normaal est un studio d'animation français, créé en 2002 par Alexis Lavillat. Le studio possède des locaux à Paris et à Angoulême.

## Autour du studio
Alexis Lavillat fonde en 1994 La Machine, studio d'animation qui a travaillé sur Les Renés pour Canal+ en 1999. Le premier film de La Machine, Mojo Blues, est finalement produit par Normaal Animation. Ce studio innove dans l'utilisation du logiciel After Effects.
Normaal Animation est créé en 2002, puis le studio angoumoisin Normaal Studio en 2009. Normaal Animation possède aussi une filiale spécialisée dans le doublage : Standaard.
Le studio produit des dessins animés en 2D et en stop motion. Le studio s'est spécialisé dans les créations originales, mais également les adaptations d’œuvres.

## Productions

### Télévision
- Class' tête, sur Canal+
- Certains épisodes de Avez-vous déjà vu..?, 2006
- Habillage de France Truc, émission jeunesse de France 3, 2004-2006[2]
- Mandarine and Cow, 156 × 7 min, 2007-2010 France 3[3]
- Comme à la maison, 2008 Canal+
- Gaston, 78 × 7 min, 2009 France 3
- Grand Chef 2012, web série, 2012 France 4
- Allo c'est Ninou, Canal +, 2013[4]
- Art investigation, 52 × 13 min, 2012-2013 France 3
- Copy cut, 52 × 13 min + 2 spéciaux, 2014 Canal+
- Peanuts, 500 × 1 min 30, 2013-2014 France 3[5],[6]
- Toufa Toufa, 52 × 7 min, 2014
- Onn Off, 52 × 6 min, 2014 Canal+
- Shazam Super 2000, 39 × 7 min, 2015 Canal+
- Bonjour le monde, 52 × 7 min, 2012-2015[7]
- Ella, Oscar & Hoo, 52 × 11 min, 2018 Piwi+[8],
- Zouk, 52 × 11 min, 2021 Canal+

### Cinéma
- Mojo Blues, 52 min
- Bonjour le monde !

## Projets
Normaal annonce au début de l'année 2016, l'adaptation du personnage Betty Boop en une série d'animation de 26 épisodes de 26 minutes.
TF1 annonce en juin 2017 la production d'une nouvelle saison des Barbapapa par le studio, avec 52 nouveaux épisodes.